# Farfisa Professional 252
| Farfisa Professional 252 / Duo | Farfisa Professional 252 / Duo |
| Allgemeines                    | Allgemeines                    |
| ------------------------------ | ------------------------------ |
| Name                           | Farfisa Professional 252 / Duo |
| Hersteller                     | Farfisa                        |
| Preis (1970)                   | 2.000 US-$                     |
| Klangsynthese                  | analog, subtraktiv             |
| Zeitraum                       | 1970–1974                      |
| Eigenschaften                  |                                |
| Polyphon                       | ja                             |
| Multitimbral                   | ja                             |
| Tasten                         | 61 Tasten                      |
| Effekte                        | Schwellpedal, Pitch Shifter    |

Die Farfisa Professional 252, oft auch als Farfisa Professional Duo bezeichnet, ist eine analoge elektronische Orgel aus der Professional-Serie der italienischen Orgelmanufaktur Farfisa. Sie wurde als Funktionserweiterung der Farfisa Professional 222 ab 1970 angeboten und wurde insbesondere von Künstlern des Krautrocks sowie der Berliner Schule in den 1970er Jahren gespielt.

## Das Instrument

### Manual und Stimmen
Die Professional Duo ist mit zwei vollständigen, 61-tastigen Klaviaturen ausgestattet, die jeweils fünf Oktaven abdecken. Mit der Fußpedalerie-Einheit wird zudem eine Bassoktave zusätzlich abgedeckt.
Die Orgel verfügt über vier Stimmen, die jeweils in acht verschiedene Register in Fußhöhe 16′ bis 1 1⁄3′ aufgeteilt sind: Flute, Clarinet, Sharps und Lower Manual. Während erstere drei Stimmen nur auf dem oberen Manual gespielt werden können, ist auf dem unteren Manual ausschließlich Letztere verfügbar. Wie bei analogen Orgeln dieser Zeit üblich handelt es sich hierbei jedoch bloß um Klangnachahmungen, die mit den gleichnamigen Klängen einer echten Orgel nur bedingt vergleichbar sind. Es können mehrere Stimmen miteinander kombiniert werden, was ein deutlich umfangreicheres Klangspektrum erschließt. Zudem stehen in Fußhöhe 16′ bis 1 1⁄3′ Perkussionsregister zur Verfügung, deren Staccato-Klang in drei verschiedene Stufen reguliert werden kann, sowie vier verschiedene Bassregister Bass 16′, Bourdon 16′, Bass 8′ und Sustain, die nur auf der Pedalerie gespielt werden können. Die Bassstimme werden jedoch im Gegensatz zu allen anderen Stimmen nicht über Kippschalter auf der Stirnseite der Orgel umgeschaltet – es sind stattdessen Drehschalter in Walzenform über den Fußpedalen eingelassen, wodurch die Lautstärke der Bassregister mit dem Schuh sowohl einzeln als auch gesamt verstellt werden kann.
Für alle Stimmen stehen sowohl allgemeine als auch für die Split-Sektionen der Klaviatur dezidierte Cancel-Schalter zur Verfügung, die die entsprechenden Register stummschalten. Einzelne Lautstärkeregler sind für jede Stimme einzeln horizontal zwischen Kippschaltern und Manualen als Schieberegler angeordnet. Die Master-Lautstärke befindet sich ganz links.

### Effekte
Es kann ein Vibrato-Effekt zugeschaltet werden, der für jede Stimme einzeln konfiguriert werden kann. In die Fußpedalerie-Einheit ist sowohl ein Schwellpedal als auch ein Slalom-Pedal eingebaut – bei Letzterem handelt es sich um einen Pitch-Shifter-Effekt. Dessen Intensivität kann durch einen Schalter in Walzenform in der Fußpedalerie frei eingestellt werden.

### Lieferumfang
Im Lieferumfang enthalten waren neben Garantieunterlagen, Handbuch, Reparaturplänen und einem Plexiglas-Notenständer auch zwei Stahlrohrständer, die an den Seiten des Instrumentes eingeklinkt wurden und es erlaubten das Instrument ohne Tisch aufzustellen. Das Netzkabel ist nicht abziehbar und entspringt der Unterseite, dort befinden sich auch die Line-Out-Anschlüsse sowie weitere Stecker für zusätzliche Funktionen und die Fußpedalerieeinheit. Eine Abdeckung für die Oberseite kann auf die Oberseite der Orgel aufgesetzt und in die fest verbaute Unterseite eingeklinkt werden. Zudem wurde eine Ledertasche angeboten. Es war zudem der Erwerb Farfisa-eigener Lautsprecher möglich, die in den freien Platz zwischen Orgel und Fußpedalerie passend eingesetzt werden konnten.

## Sonstiges
Das Instrument markierte den nächsten Evolutionsschritt im Sortiment von Farfisa in der Produktion elektronischer Orgeln, bei denen großer Wert auf Transportabilität und einfachen Liveeinsatz für tourende Bands gelegt wurde. Optisch unterscheidet sich die Professional-Serie durch ihre einfachere Konzeption und flacheren Aufbau deutlich von den vorangegangenen vergleichbaren Farfisa Compact- und Farfisa FAST-Modellen der 1960er Jahre, auch der Funktionsumfang wurde deutlich erweitert.
Insbesondere bei Künstlern des Krautrocks und der Berliner Schule war das Instrument beliebt, oft auch mit Effekten wie Delay, Reverb oder Phaser klanglich verfremdet. Zusammen mit dem verwandten Farfisa Professional Piano bildete die 252 die klangliche Basis der Werke von Can und wurde bis zur Auflösung der Band 1978 sowohl live als auch bei Studioaufnahmen verwendet, oft auch im Zusammenspiel mit der von Keyboarder Irmin Schmidt zusammengestellten Effekteinheit Alpha 77. Auch Klaus Schulze setzte die 252 bis mindestens 1979 ein, zunächst als Mitglied von Tangerine Dream, dann auch als Solokünstler insbesondere in seinen Frühwerken wie Irrlicht, Cyborg und Blackdance.